# Knutby
Knutby is een plaats in de gemeente Uppsala in het landschap Uppland en de provincie Uppsala län in Zweden. De plaats heeft 534 inwoners (2005) en een oppervlakte van 55 hectare.

## Verkeer en vervoer
Bij de plaats loopt de Länsväg 282.